# Битва на Бзуре
Битва на Бзуре (польск. Bitwa nad Bzurą) или Битва под Кутно — одно из первых крупных сражений Второй мировой войны, происходившее с 9 по 22 сентября 1939 года между польскими армиями «Познань» (командующий дивизионный генерал Тадеуш Кутшеба) и «Поможе» (командующий дивизионный генерал Владислав Бортновский) и немецкими 8-й (командующий генерал пехоты Йоханнес Бласковиц) и 10-й (командующий генерал артиллерии Вальтер фон Рейхенау) армиями группы армий «Юг» (командующий генерал-полковник Герд фон Рундштедт).

## Военно-стратегическая ситуация
Ранним утром 1 сентября немецкие моторизованные и танковые соединения, сбив части прикрытия, завязали бои с главными силами польской армии и на нескольких направлениях вклинились в глубь страны.  
Польские части упорно сопротивлялись на оборонительных позициях, но вынуждены были отступать. Ударные группировки немецко-фашистских армий взламывали оборону польских войск и продвигались вперед. Гитлеровским войскам удалось прорвать оборону армии «Поможе» и рассечь ее. К 5 сентября соединения северного крыла армии «Поможе» оказались окруженными в Тухольской пуще.
Главные силы армии Клюге, продвигаясь на Торунь, 7 сентября на широком участке вышли к реке Дрвенца. Армия «Познань» по приказу главного командования начала отход на восток, избегая угрозы обхода с  
севера и востока.
8-я армия генерала И. Бласковица, действуя на северном крыле группы армий «Юг», развернула наступление на Лодзь. Усилиями 10-й и 8-й армий сопротивление польских армий «Краков» и «Лодзь» было 
сломлено. Немецко-фашистские войска превосходили польскую армию в подвижности. Поэтому они раньше, чем отступающие польские части, выходили на промежуточные рубежи. Массированные удары авиации  
завершали дезорганизацию обороны.
Передовые части 10-й армии Рейхенау оказались в 60 км юго-западнее Варшавы. Вечером 8 сентября 4-я танковая дивизия 16-го моторизованного корпуса вышла к предместьям польской столицы.

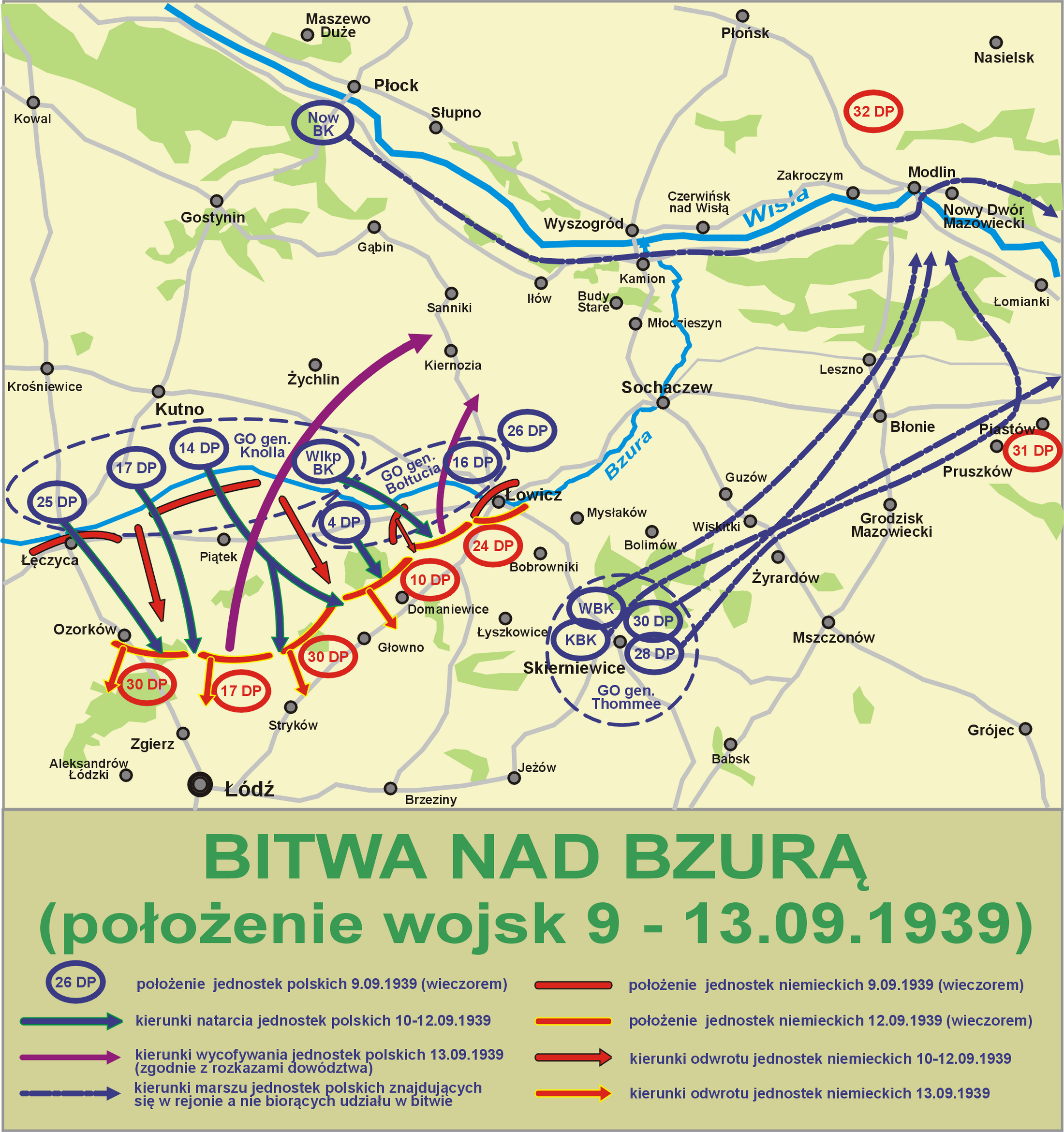
Ситуация с 9 по 13 сентября

Частично разбитая Армия «Поможе» генерала Владислава Бортновского сумела соединиться с Армией «Познань» генерала Тадеуша Кутшебы. Обе армии, не привлекая внимания вражеской авиации, форсированными ночными маршами прошли до долины Бзуры. К 8 сентября группировка польских войск в составе восьми дивизий и двух кавалерийских бригад сосредоточилась севернее Кутно. Командующий армией «Познань» генерал Кутшеба и его штаб полагали, что, разгромив северный фланг 8-й немецкой армии, им удастся вывести свои соединения к Варшаве.  

## Ход сражения

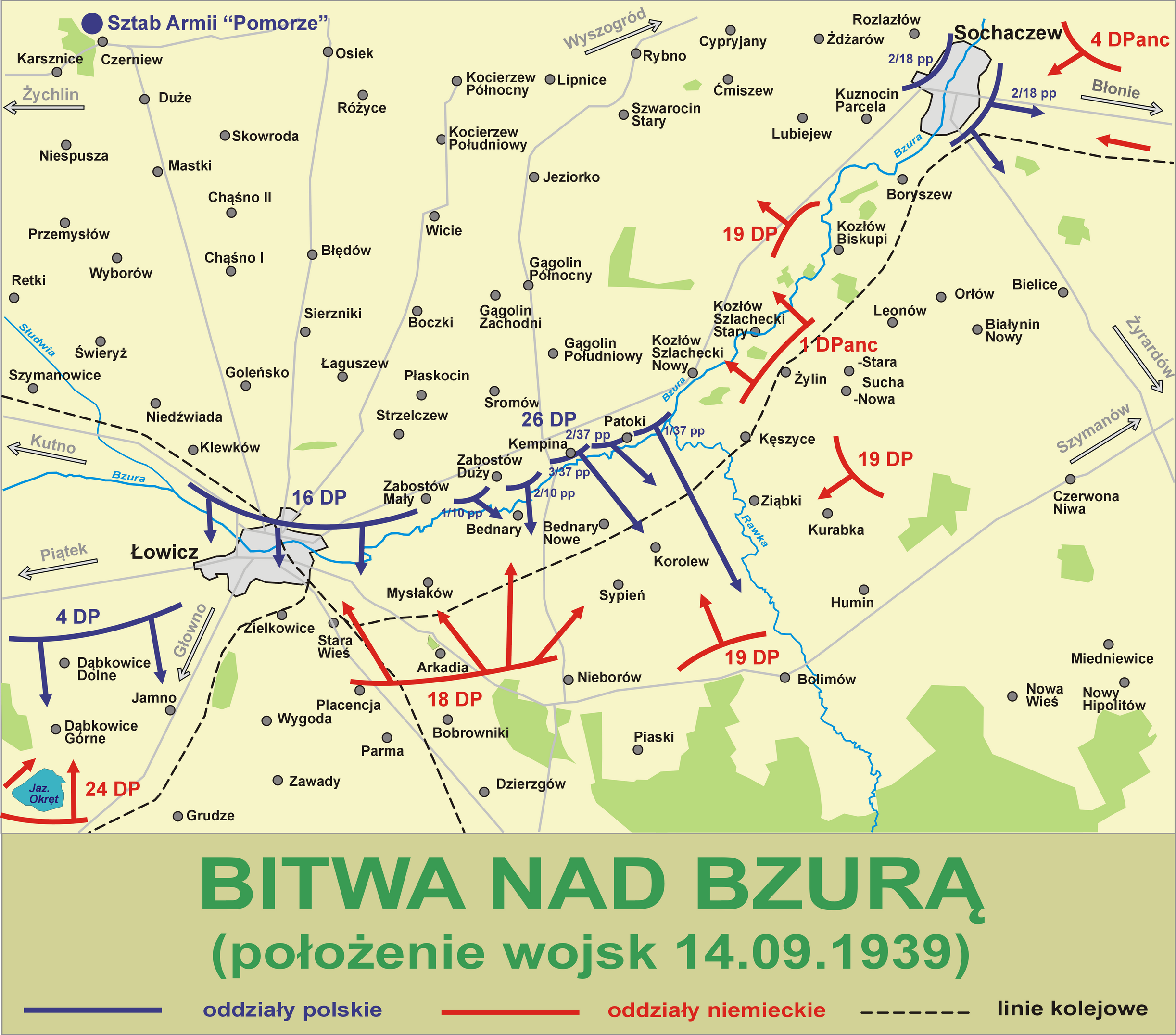
Ситуация 14 сентября

Вечером 9 сентября оперативная группа «Коло» генерала Эдмунда Кнолла-Ковнацкого (пол. Edmund Knoll-Kownacki), поддержанная 14-й, 17-й и 25-й пехотными дивизиями предприняла наступление на Ленчицу и Пьонтек (пол. Piątek). А на Лович двинулась оперативная группа «Восток» генерала Миколая Болтутя, поддержанная 4-й и 16-й пехотными дивизиями, а также Великопольской бригадой кавалерии (пол. Wielkopolska Brygada Kawalerii) генерала Романа Абрахама.

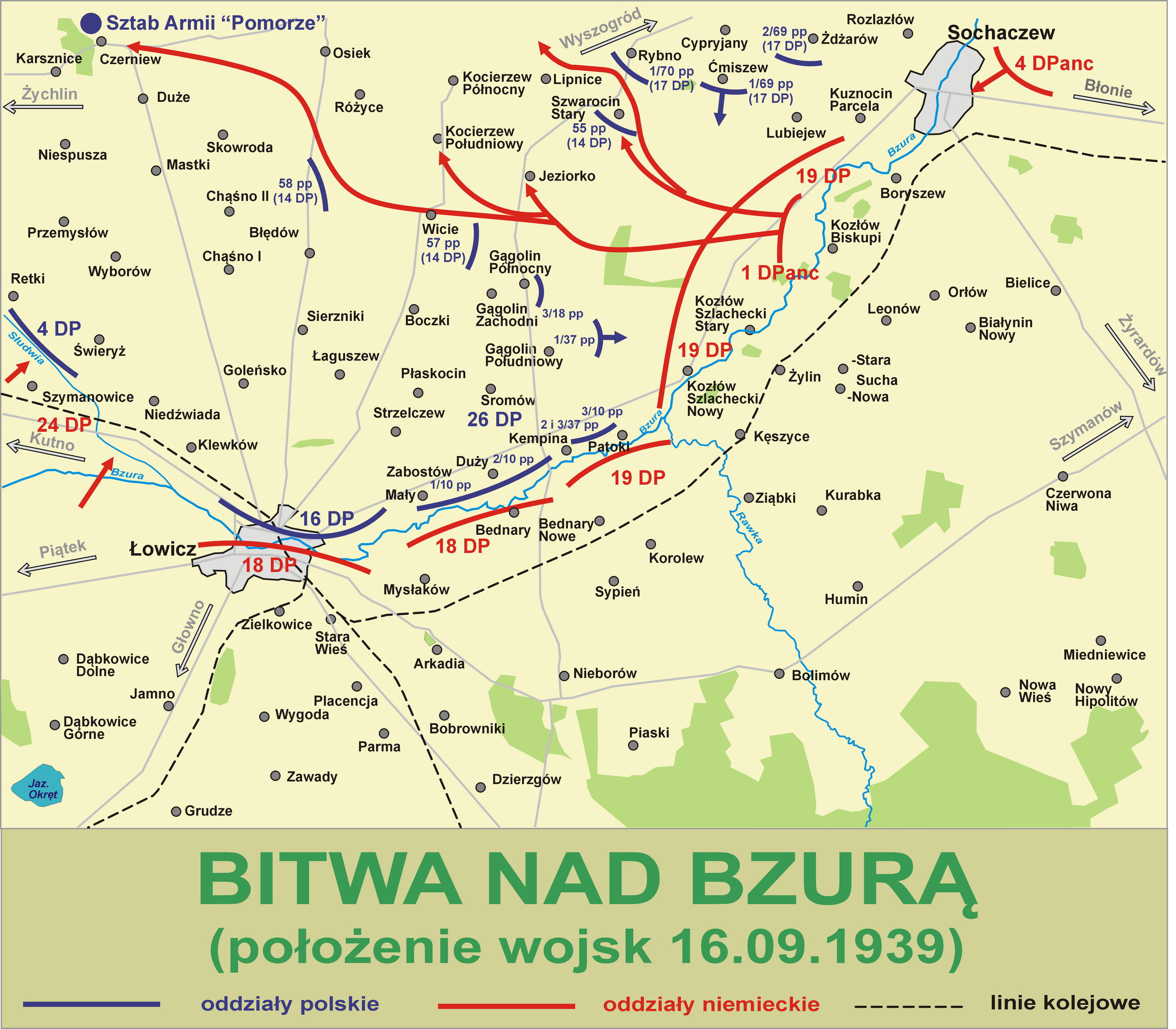
Ситуация 16 сентября

В ночь на 10 сентября отступавшие в направлении Варшавы польские армии «Познань» и «Поморье» нанесли сильнейший удар по левому флангу наступавшей на Варшаву 8-й немецкой армии. Появление крупных польских сил в тылу группы армий «Юг» стало полной неожиданностью для командования вооружённых сил Германии, совершенно уверенного в том, что к западу от Вислы уже нет ни одного крупного польского войскового соединения. По свидетельству генерала Манштейна, «обстановка 
для немецких войск в этом районе приняла характер кризиса. Попытки 8-й армии восстановить положение контратаками не принесли успеха». 

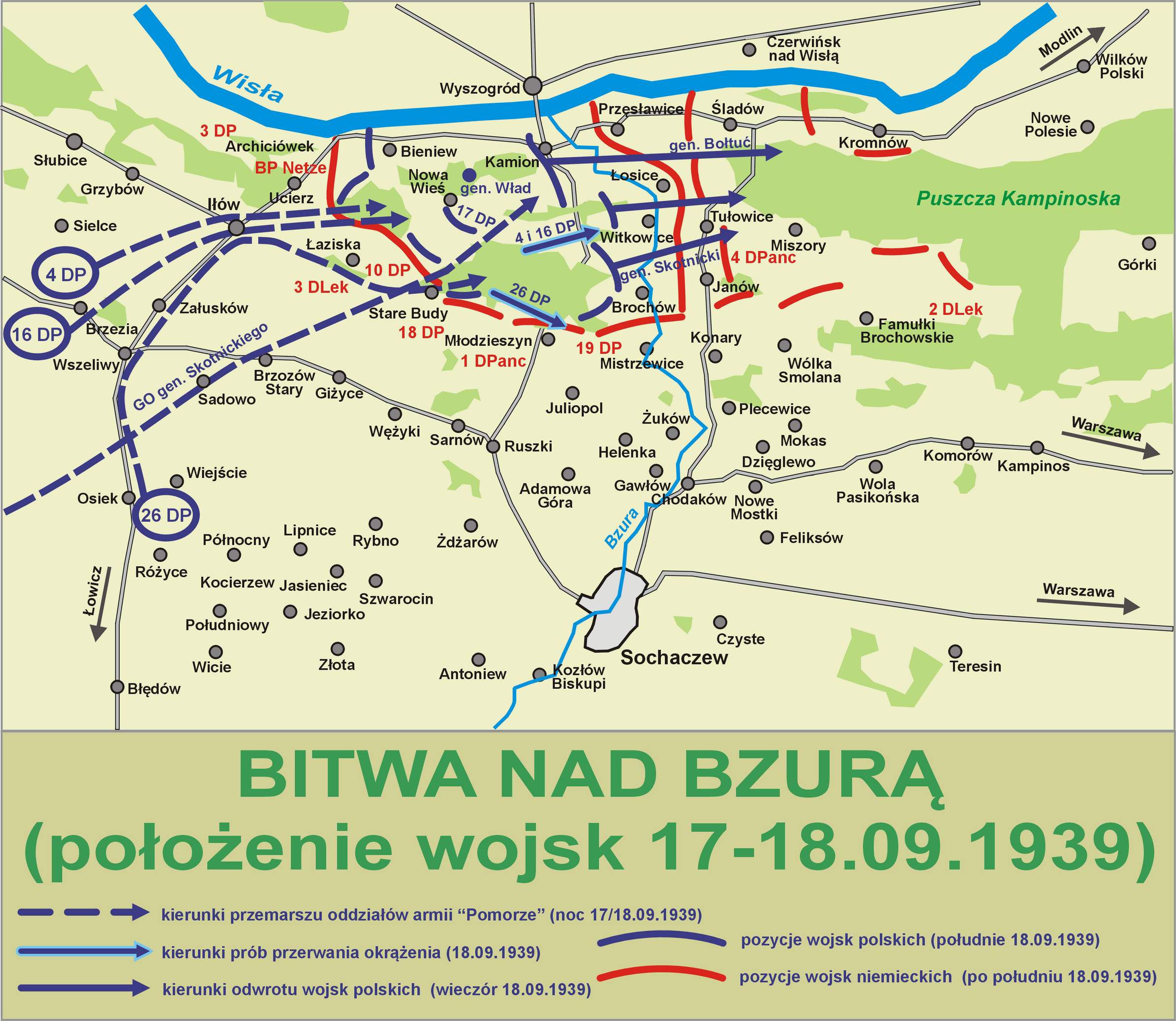
Ситуация 17-18 сентября

Первоначально действия польских войск принесли успех. Наступавшие на Варшаву части Вермахта вынуждены были перейти к обороне. Но контрудар польской группировки на Бзуре не мог оказать решающего влияния на исход сражения в центральной Польше: общее превосходство сил было на стороне противника. Немецкое командование, не испытывая затруднений на других участках фронта, сумело быстро осуществить перегруппировку войск. Два корпуса 8-й армии были повернуты фронтом на север для отражения контрудара польских сил. Соединения левого фланга 10-й армии, наступавшие на Варшаву, развернулись на север и северо-восток. Правофланговые соединения 4-й армии, продвигавшиеся на Модлин и Варшаву, переправились на левый берег Вислы и создали фронт окружения армии «Познань» с востока.
После прибытия к немцам свежих подкреплений и создания значительного перевеса в силах, к 13 сентября наступательная мощь атакующих частей польской армии резко снизилась. Тем не менее, они сумели захватить Лович и продолжить наступление на Озоркув и Стрыкув.
Между тем армии «Познань» и «Поморье» оказались практически в окружении. 14 сентября командующий группой армий «Юг» генерал-полковник Герд фон Рундштедт лично принял командование всеми немецкими силами на Бзуре. Одновременно Главнокомандующий сухопутными войсками генерал-полковник Вальтер фон Браухич приказал 3-й армии, входившей в группу армий «Север», атаковать Варшаву. 15 сентября немецкие войска нанесли концентрические удары по польской группировке с целью уничтожения обеих польских армий.
Кутшеба решил остановить наступление на юг, перегруппироваться и атаковать через Лович на Скерневице, а затем отступить через Скерневицкие леса в сторону Варшавы. Первоначально атака развивалась успешно, но затем была прервана и части отведены на исходные позиции. 
После перегруппировки генерал Кутшеба решил атаковать в полосе между Сохачевом и Вислой, чтобы прорваться к Кампиноской пуще и оттуда к Варшаве. Армия двинулась в район Осек — Илув. В субботу 16 сентября Оперативной кавалерийской группе (ОКГ) удалось добраться до Кампиносской пущи, ставшей связующим звеном со столицей. 
В ночь с 17 на 18 сентября главные силы армии «Познань» предприняли новую атаку между южным берегом Вислы — Витковце — Сохачев с целью прорвать немецкое кольцо окружения. 
В это время Рундштедт начал операцию по окончательному окружению войск генерала Кутшебы. 17 сентября командование люфтваффе практически отменило все вылеты, не связанные с районом Бзуры, и немецкая бомбардировочная авиация в течение двух дней уничтожала окруженную польскую группировку западнее Кампиноской пущи. Затем немецкая контратака привела к окружению и, как следствие, 
концентрации польских войск на небольшом участке.
Остатки польских дивизий сражались в окружении до 19 сентября и, исчерпав все возможности к сопротивлению, капитулировали. В плен попали 170 тысяч человек, в том числе и дивизионный генерал Владислав Бортновский. Остальные польские части прорвались к Варшаве через Кампиносскую пущу (в общей сложности в Варшаву прошли около 30 тысяч солдат). Некоторые подразделения сумели добраться до Модлина.
В сражении под Бзурой потерпела поражение последняя боеспособная польская армия. 